# Väster Bännbäck
Väster Bännbäck är en by i Möklinta distrikt (Möklinta socken) i Sala kommun, Västmanlands län (Västmanland). Byn ligger där Länsväg 842 utgår från Länsväg 840, nära Dalälven som här utgör gräns mot Avesta kommun och Dalarnas län, cirka tolv kilometer norrut från tätorten Möklinta.